# Evan Ellingson
Evan Taylor Ellingson (La Verne (Californië), 1 juli 1988 – Fontana (Californië), 5 november 2023) was een Amerikaans acteur.
Ellingson groeide op in La Verne met drie oudere broers. Hij deed een gastoptreden in Mad TV en had daarna een rol in de serie Titus van FOX. In 2004 kreeg Evan de rol van Kyle Savage in de, door Mel Gibson geproduceerde, serie Complete Savages. In 2007 had Ellingson een terugkomende rol in de serie 24.
Hij overleed op 35-jarige leeftijd.

## Filmografie
- My Sister's Keeper (2009) als Jesse
- Letters from Iwo Jima (2006) als "Kid" Marine
- Walk the Talk (2006) als Roy Naybor
- The Bondage (2006) als Mark Edwards
- Confession (2005) als Benjamin Givens
- Rules of the Game (2003) als Adam
- All Your Difference (2003) als Joseph
- Time Changer (2002) als Roger
- Living in Fear (2001) als Young Chuck
- The Gristle (2001) als Alden Boy

## Televisiewerk
- CSI: Miami (2007-2008) als Kyle Harmon
- 24 (2007) als Josh Bauer
- A Boy's Life (2006) als Derek
- Bones (2005) als David Cook
- Complete Savages (2004-2005) als Kyle Savage
- MADtv (2002) als "Church Camp Boy"
- That Was Then (2002)
- The Nick Cannon Show (2002) als Transportation Friend
- Titus (2001-2002) als Titus
- General Hospital (2000) als Luke Spencer
- MADtv (2000) als Cody Gifford